# Coppa Italia (pallamano femminile)
La Coppa Italia di pallamano femminile è una competizione di pallamano per club femminile fondata nel 1987.
Essa si svolge a cadenza annuale e generalmente si affrontano i club partecipanti al torneo di primo livello.
A tutto il 2024 si sono svolte trentatre edizioni della coppa. Con sei titoli, la ASD HC Sassari e la PDO Salerno sono le squadre che detengono il record di successi in questa competizione; alle loro spalle seguono la Jomsa Rimini e l'Amatori Conversano con quattro.
La squadra campione in carica è l'AC Life Style Handball Erice.

## Albo d'oro
| Edizione | Vincitore        |
| -------- | ---------------- |
| 1987-88  | Cassano Magnago  |
| 1992-93  | Cassano Magnago  |
| 1993-94  | Pallamano Rimini |
| 1994-95  | Cassano Magnago  |
| 1995-96  | Pallamano Rimini |
| 1996-97  | Pallamano Rimini |
| 1997-98  | De Gasperi Enna  |
| 1998-99  | Pallamano Rimini |
| 1999-00  | De Gasperi Enna  |
| 2000-01  | Messina          |
| 2001-02  | Sassari          |
| 2002-03  | Sassari          |
| 2003-04  | Salerno          |
| 2004-05  | Sassari          |
| 2005-06  | Sassari          |
| 2006-07  | Dossobuono       |

| Edizione | Vincitore          |
| -------- | ------------------ |
| 2007-08  | Bancole            |
| 2008-09  | PDO Salerno        |
| 2009-10  | Sassari            |
| 2010-11  | Sassari            |
| 2011-12  | PDO Salerno        |
| 2012-13  | PDO Salerno        |
| 2013-14  | PDO Salerno        |
| 2014-15  | Amatori Conversano |
| 2015-16  | Amatori Conversano |
| 2016-17  | Amatori Conversano |
| 2017-18  | Amatori Conversano |
| 2018-19  | PDO Salerno        |
| 2019-20  | PDO Salerno        |
| 2020-21  | Oderzo             |
| 2021-22  | Brixen Südtirol    |
| 2022-23  | Erice              |

| Edizione | Vincitore |
| -------- | --------- |
| 2023-24  | Erice     |
| 2024-25  | Erice     |

## Riepilogo vittorie per club
| Numero | Club               | Anni                                                 |
| ------ | ------------------ | ---------------------------------------------------- |
| 6      | PDO Salerno        | 2008-09, 2011-12, 2012-13, 2013-14, 2018-19, 2019-20 |
| 6      | Sassari            | 2001-02, 2002-03, 2004-05, 2005-06, 2009-10, 2010-11 |
| 4      | Amatori Conversano | 2014-15, 2015-16, 2016-17, 2017-18                   |
| 4      | Pallamano Rimini   | 1993-94, 1995-96, 1996-97, 1998-99                   |
| 3      | Erice              | 2022-23, 2023-24, 2024-25                            |
| 3      | Cassano Magnago    | 1987-88, 1992-93, 1994-95                            |
| 2      | De Gasperi Enna    | 1997-98, 1999-00                                     |
| 1      | Brixen Südtirol    | 2021-22                                              |
| 1      | Oderzo             | 2020-21                                              |
| 1      | Bancole            | 2007-08                                              |
| 1      | Dossobuono         | 2006-07                                              |
| 1      | Salerno            | 2003-04                                              |
| 1      | Messina            | 2000-01                                              |